# George Prothero
George Walter Prothero (14 octobre 1848 – 10 juillet 1922) est un historien, écrivain et universitaire anglais qui est président de la Royal Historical Society de 1901 à 1905.

## Biographie
Prothero est né dans le Wiltshire de George Prothero et fait ses études à Eton, étudiant les classiques au King's College de l'Université de Cambridge et à l'Université de Bonn. Il est ensuite membre du King's College, où il travaille comme professeur d'histoire à partir de 1876. En 1894, il devient le premier professeur d'histoire moderne à l'Université d'Édimbourg. Pendant son séjour à Édimbourg, il passe un an en tant que membre du conseil de l'organisme environnementaliste local, la Cockburn Association.
Après cinq ans en tant que professeur d'histoire moderne à Édimbourg, Prothero s'installe à Londres pour remplacer son frère, Rowland Prothero, en tant que rédacteur en chef de la Quarterly Review un périodique politique. Il est également rédacteur en chef de la Cambridge Historical Series, un ensemble de livres historiques détaillant l'histoire de plusieurs nations européennes et d'autres parties du monde, publiés par Cambridge University Press à partir de 1894. Avec Adolphus William Ward et Stanley Mordaunt Leathes (en), il édite The Cambridge Modern History entre 1901 et 1912.
En 1903, il est invité à donner la conférence Rede, à l'occasion de laquelle il intervient sur le thème de Napoléon III et du Second Empire français. En 1904-1906, il est membre de la Commission royale pour la discipline ecclésiastique. Après le déclenchement de la Première Guerre mondiale, Prothero travaille comme conseiller historique auprès du ministère des Affaires étrangères et, à ce titre, participe à la Conférence de paix de Paris en 1919. Pour ses services à l'effort de guerre, il est créé Chevalier Commandeur de l'Ordre de l'Empire britannique en 1920.
Il est marié à Fanny Butcher, l'une des 12 membres de la Cambridge Ladies Dining Society. Il meurt en 1922.

## Publications
- The Life of Simon de Montfort, Earl of Leicester (1877)
- A Memoir of Henry Bradshaw (1888)
- Select Statutes and other Documents Illustrative of the Reigns of Elizabeth and James I  (1894) ; 2e édition, 1898
- The British History Reader (1898)
- Cambridge Modern History (1902-1912), co-éditeur
- Peace handbooks (publiés vers 1920), livres d'information sur les pays, les questions territoriales et économiques, préparés au nom du ministère des Affaires étrangères pour les négociateurs britanniques à la Conférence de paix de Paris de 1919[3]